# 1489

## Esdeveniments
Països Catalans
- 3 d'octubre - Es publica el Liber elegantiarum, de Joan Esteve, un repertori d'equivalències català-llatí, destinat a l'ensenyament del llatí.[1]

Resta del món
- Tractat de Medina del Campo entre Anglaterra i Espanya.
- Primera epidèmia de tifus a Espanya (i primera del continent europeu).
- Innocenci VIII excomunica el monarca de Nàpols.
- Heptaplus, obra sobre la creació de Giovanni Pico della Mirandola.

## Naixements
Països Catalans
Resta del món

## Necrològiques
Països Catalans
- 9 de setembre - Tarragona: Pero Ximénez de Urrea i de Bardaixí, 23è president de la Generalitat de Catalunya.
- Ripoll: Ponç Andreu de Vilar, president de la Generalitat de Catalunya.

Resta del món
- 26 d'abril - Japó: Ashikaga Yoshihisa, 25è shogun.